# Eugenia scaphephylla
Eugenia scaphephylla là một loài thực vật có hoa trong Họ Đào kim nương. Loài này được C.Wright mô tả khoa học đầu tiên năm 1868.